# Комплексен анализ
 Тази статия е за математическия термин.  За икономическия термин вижте Комплексен икономически анализ.  
Комплексен анализ или теория на аналитичните функции е клон на математиката, изследващ функции на комплексни променливи Комплексният анализ намира широко проложение както в други части на математиката, така и във физиката.
Комплексният анализ разглежда аналитични (или по-общо мероморфни) функции на комплексни променливи, като всяка функция се разделя на реална ({\displaystyle {\Re }}) и имагинерна ({\displaystyle {\Im }}) част, при това всяка част, само по себе си, е функция на две реални променливи. Тези функции удоволетворяват уравнението на Лаплас, което обуславя приложението на комплексния анализ в различни сфери на приложните науки, като астрономия, механика на флуидите, електротехника и др.
Комплексният анализ води началото си от 19 век, с основополагащите трудове на Коши, Гаус, Риман и Вайерщрас. Имагинерната константа {\displaystyle {i}} е въведена още от Лайбниц в първите години на 18 век.
Диференцируемите комплексни функции, дефинирани върху отворено подмножество на комплексната равнина се наричат холоморфни. Холоморфните функции са безкрайно диференцируеми, т.е. притежават производни от произволен ред. При това всяка холоморфна функция е аналитична, т.е. локално се представя като сума на сходящ степенен ред. Повечето елементарни функции, когато се дефинират за комплексни стойности, са холоморфни. В това число експоненциалната, тригонометричните, полиномиалните и други функции. Когато холоморфната функция е на повече от една комплексна променлива, тогава е налице комплексен анализ на няколко комплексни променливи, водещ началото си от Вайерщрас и Поанкаре и доразвит в първата половина на 20 век в трудовете на Осгуд, Бенке, Тулен, Картан и други.
Холоморфни функции дефинирани върху цялата комплексна равнина се наричат цели. Полиномите и експоненциалната функция са цели функции. Принос в теорията на целите функции имат видните български математици Никола Обрешков, Любомир Чакалов и Любомир Илиев.
Комплексният анализ изучава още конформните изображения (геометрична теория на функциите) и римановите повърхнини.

## Непрекъснатост в комплексната равнина
Функцията {\displaystyle {f:D\to \mathbb {C} }}, дефинирана в околност на точка {\displaystyle {z_{0}\in \mathbb {C} }}, има граница {\displaystyle {\lim _{z\to z_{0}}f=\omega }}, ако за всяка {\displaystyle {\epsilon \,}}-околност {\displaystyle {N_{\omega }^{\epsilon }}}, съществува {\displaystyle {\delta \,}}-околност {\displaystyle {N_{z_{0}}^{\delta }}}, така че {\displaystyle {\forall z\in N_{z_{0}}^{\delta }\setminus z_{0}}} е в сила {\displaystyle {f\in N_{\omega }^{\epsilon }}}. Дефиницията остава валидна и при {\displaystyle {\omega =\infty }} и е независима от пътя по който {\displaystyle {z\,}} клони към {\displaystyle {z_{0}\,}}.
Всяка комплексна функция {\displaystyle {f(z)\,}}, както вече отбелязахме, може да се раздели на реална и имагинерна част {\displaystyle {f(z)=u(x,y)+iv(x,y)\,}}, отчитайки {\displaystyle {\omega =a+ib\,}}, {\displaystyle {\omega \neq \infty }}, {\displaystyle {z_{0}=x_{0}+iy_{0}\,}}, получаваме че {\displaystyle {\lim _{z\to z_{0}}f=\omega }} се свежда до две граници на реални функции: {\displaystyle {\lim _{(x,y)\to (x_{0},y_{0})}u(x,y)=a}}, {\displaystyle {\lim _{(x,y)\to (x_{0},y_{0})}v(x,y)=b}}. Това позволява всички свойствата на границите от реалния анализ да се прехвърлят в комплексната област.
Функцията {\displaystyle {f:D\to \mathbb {C} }} е непрекъсната в точка {\displaystyle {z_{0}\in \mathbb {C} }}, ако {\displaystyle {\lim _{z\to z_{0}}f(z)=f(z_{0})}}. Функцията е непрекъсната в {\displaystyle {D\,}}, ако е непрекъсната във всяка точка от {\displaystyle {D\,}}.
Една функция {\displaystyle {f:D\to \mathbb {C} }} е равномерно непрекъсната в {\displaystyle {D\,}}, ако {\displaystyle {\forall \epsilon >0,\,\exists \delta (\epsilon )>0}}, така че когато {\displaystyle {\forall z_{1},z_{2}\in D:|z_{1}-z_{2}|<\delta (\epsilon )}} е изпълнено {\displaystyle {|f(z_{1})-f(z_{2})|<\epsilon \,}}.

## Диференцируемост
Функцията {\displaystyle {f:D\to \mathbb {C} }} е диференцируема в точка {\displaystyle {z_{0}\in D}}, ако съществува границата {\displaystyle {\lim _{z\to z_{0}}{\frac {f(z)-f(z_{0})}{z-z_{0}}}}}. Границата се нарича производна на {\displaystyle {f\,}} в точката {\displaystyle {z_{0}\,}} и се обозначава {\displaystyle {f'(z_{0})\,}} или {\displaystyle {{\frac {df}{dz}}(z_{0})}}. Ако функцията е диференцируема в точка, то тя е непрекъсната в тази точка, обратното е не винаги вярно. Функцията {\displaystyle {f\,}} се нарича аналитична (или регулярна, или холоморфна) в отворено подмножество {\displaystyle {S\,}} на {\displaystyle {\mathbb {C} }}, ако притежава производна във всяка точка от {\displaystyle {S\,}}. Функцията {\displaystyle {f\,}} а аналитична в точка, ако е аналитична в някоя околност на точката. Ако множеството {\displaystyle {S\,}} не е отворено, тогава казваме, че {\displaystyle {f\,}} е аналитична в {\displaystyle {S\,}}, ако е аналитична в отворено множество съдържащо {\displaystyle {S\,}}. Интересен е факта, че когато {\displaystyle {f\,}} е аналитична в {\displaystyle {S\,}} и {\displaystyle {f'(z)=0\,}} навсякъде в {\displaystyle {S\,}}, то {\displaystyle {f(z)\equiv const.\,}} в {\displaystyle {S\,}}
Нарастването на функцията {\displaystyle {f(z)-f(z_{0})\,}} се означава с {\displaystyle {\Delta f(z)\,}}, нарастването на аргумента с {\displaystyle {\Delta z=z-z_{0}\,}}. По този начин условието за диференцируемост се преобразува в: {\displaystyle {{\frac {\Delta f}{\Delta z}}=f'(z_{0})+\epsilon (z_{0},\Delta z)}}, като {\displaystyle {\epsilon (z_{0},\Delta z)\rightarrow 0}} при {\displaystyle {\Delta z\rightarrow 0}}.
Допълнително означавайки {\displaystyle {f'(z_{0})=A\,}}, за нарастването на {\displaystyle {f\,}} се получава: {\displaystyle {\Delta f(z)=A\Delta z+\epsilon (z_{0},\Delta z)\Delta z}}. Ако нарастването на една комплексна функция може да се представи чрез този израз, то тя е диференцируема в {\displaystyle {z_{0}\,}} и производната и в тази точка е равна на {\displaystyle {A\,}}. Изразът {\displaystyle {A\Delta z\,}} се нарича диференциал на функцията {\displaystyle {f\,}} и се бележи с {\displaystyle {df\,}}.
Необходимо и достатъчно условие една функция {\displaystyle {f(z)=u(x,y)+iv(x,y)\,}}, дефинирана в околност на {\displaystyle {z_{0}=x_{0}+iy_{0}\,}}, да е диференцируема в точката {\displaystyle {z_{0}\,}} е реалните функции {\displaystyle {u(x,y)\,}} и {\displaystyle {v(x,y)\,}} да са диференцируеми в точка {\displaystyle {(x_{0},y_{0})\,}} и техните частни производни в точката {\displaystyle {(x_{0},y_{0})\,}} да изпълняват уравненията на Коши-Риман: {\displaystyle {{\partial u \over \partial x}={\partial v \over \partial y}}} и {\displaystyle {{\partial u \over \partial y}=-{\partial v \over \partial x}}}. Въпреки че са открити още от Ойлер и д'Аламбер, уравненията са наречени на двама от създателите на теорията на аналитичните функции.

## Интегриране в комплексната равнина
Линеен интеграл на комплексна функция {\displaystyle {f(t)=u(t)+iv(t)\,}}, ще дефинираме, като {\displaystyle {\int _{a}^{b}f(t)\,dt=\int _{a}^{b}u(t)\,dt+i\int _{a}^{b}v(t)\,dt}}, предполагайки съществуването на реалните интеграли {\displaystyle {\int _{a}^{b}u(t)\,dt}} и {\displaystyle {\int _{a}^{b}v(t)\,dt}}.
Нека {\displaystyle {f:D\to \mathbb {C} }} е непрекъсната в областта {\displaystyle {D\subset \mathbb {C} }}. Функцията {\displaystyle {F\,}} се нарича примитивна функция на {\displaystyle {f\,}}, ако {\displaystyle {F'(z)=f(z),\,\forall z\in D}}. Понеже {\displaystyle {F\,}} притежава производна в отвореното множество {\displaystyle {D\,}}, то тя е аналитична в {\displaystyle {D\,}}. Нека {\displaystyle {\gamma :[a,b]\to D}}
е ректифицируема крива (крива с крайна дължина) в {\displaystyle {D\,}} с начало точката {\displaystyle {a\,}} и край точката {\displaystyle {b\,}}. Тогава е изпълнена следната теорема: {\displaystyle {\int _{\gamma }f(z)\,dz=F(b)-F(a)}}. Интегралът зависи само от крайните точки, а не от пътя по който се интегрира. В частност, ако {\displaystyle {a\,}} и {\displaystyle {b\,}} съвпадат получаваме затворен път(затворена крива) и {\displaystyle {\int _{\gamma }f(z)\,dz=0}}.
Носител {\displaystyle {supp_{\gamma }\,}} на кривата {\displaystyle {\gamma :[a,b]\to \mathbb {C} }}, ще наричаме образа на интервала {\displaystyle {[a,b]\,}} в {\displaystyle {\mathbb {C} }}, т.е. {\displaystyle {supp_{\gamma }=\{\gamma (t)\,|\,t\in [a,b]\}}}.
Нека {\displaystyle {\gamma :[a,b]\to \mathbb {C} }} е гладка крива, т.е. {\displaystyle \exists \gamma '(t)\neq 0,\forall t\in [a,b]{}} и {\displaystyle {\gamma ':[a,b]\to \mathbb {C} }} е непрекъсната. Нека функцията {\displaystyle {f(z)\,}} е непрекъсната върху {\displaystyle {supp_{\gamma }\,}}. Интегралът на {\displaystyle {f\,}} по кривата {\displaystyle {\gamma \,}} е {\displaystyle {\int _{\gamma }f(z)\,dz=\int _{a}^{b}f(\gamma (t))\gamma '(t)\,dt}}.

### Формула на Коши
Нека {\displaystyle {\gamma :[a,b]\to D,\,\gamma (a)=\gamma (b)}} е ректифицируема затворена крива и точката {\displaystyle {\alpha =a+ib\,}} не лежи върху {\displaystyle {\gamma \,}}. Индекс на {\displaystyle {\alpha \,}} относно {\displaystyle {\gamma \,}} ще наричаме цялото число {\displaystyle {ind(\gamma ;\alpha )={\frac {1}{2\pi i}}\int _{\gamma }{\frac {1}{z-\alpha }}\,dz}}.
Нека {\displaystyle {f:D\to \mathbb {C} }} е холоморфна в едносвързаната област {\displaystyle {D\,}} и {\displaystyle {\gamma \,}} е затворена ректифицируема крива в {\displaystyle {D\,}}. Ако {\displaystyle {z\in D\setminus supp_{\gamma }\,}} ({\displaystyle {z\,}} е от областта, но не лежи върху носителя на
{\displaystyle {\gamma \,}}), то е изпълнена следната формула: {\displaystyle {ind(\gamma ;z)f(z)={\frac {1}{2\pi i}}\int _{\gamma }{\frac {f(\zeta )}{\zeta -z}}\,d\zeta }}.

## История
Комплексните числа са познати в математиката още от трудовете на Кардано и Бомбели - 1545 и 1572. За обособяването си като самостоятелна, всепризната математическа наука комплексния анализ трябва да изчака чак до втората половина на 19 век. Коши за пръв път дефинира функция на комплексна променлива в учебника си по 'Алгебричен анализ' ('Analyse algebrique') от 1821 и интеграл от комплексна функция през 1825 (Наименованието функция на комплексна променлива дължим на Риман – 1851). Дори след публикуването, през 1856, на труда на Коши 'Върху теория на функциите' ('Sur la theorie des fonctions'), теорията не получава пълно признание. Сред анотациите четем следните „...тук оставяме настрана формулите от метафизичен произход, чийто изобретател е Коши и които никога и от никого няма да се използват...“.
Коши получава основните интегрални теореми, разлагане в ред на Тейлър и теория на резидуумите. Подхода на Коши е чисто аналитичен, в духа на Ойлер, Коши приема за функция всеки аналитичен израз, позволяващ по стойностите на даден аргумент да се пресметне съответната функционална стойност. Другите два основни подхода са на Вайерщрас и Риман. Вайерщрас дефинира аналитичните функции чрез степенни редове, като въвежда термина аналитично продължение. Риман полага основите на геометричната теория на функциите (теория на конформните изображения и теория на римановите повърхнини). Той разглежда функциите като взаимноеднозначни и непрекъснати изображения от една риманова повърхнина върху друга.
В края на 19 век Вайерщрас и Поанкаре започват да раглеждат функции на повече от една комплексни променливи, с което поставят началото на комплексен анализ на няколко променливи. Общата теория е развита през 30-те години на 20 век от Хартогс, Ока, Бенке и Тулен. След 1945 Картан, Грауерт и Ремерт довеждат теорията до зрялост, придавайки и съвременния ѝ вид.
Нов тласък, комплексния анализ получава след 1980, когато Манделброт открива първите изображения на фрактали и последвалия разцвет на комплексната динамика. Трябва да отбележим, че още през 1917 Фату разглежда множествата, които днес наричаме фрактали, като доразвива идеите на Монтел от трудовете му върху нормални фамилии. Разбира се, без помощта на изчислителната техника, красивите изображения не могат да бъдат получени.